# Metroul din Londra

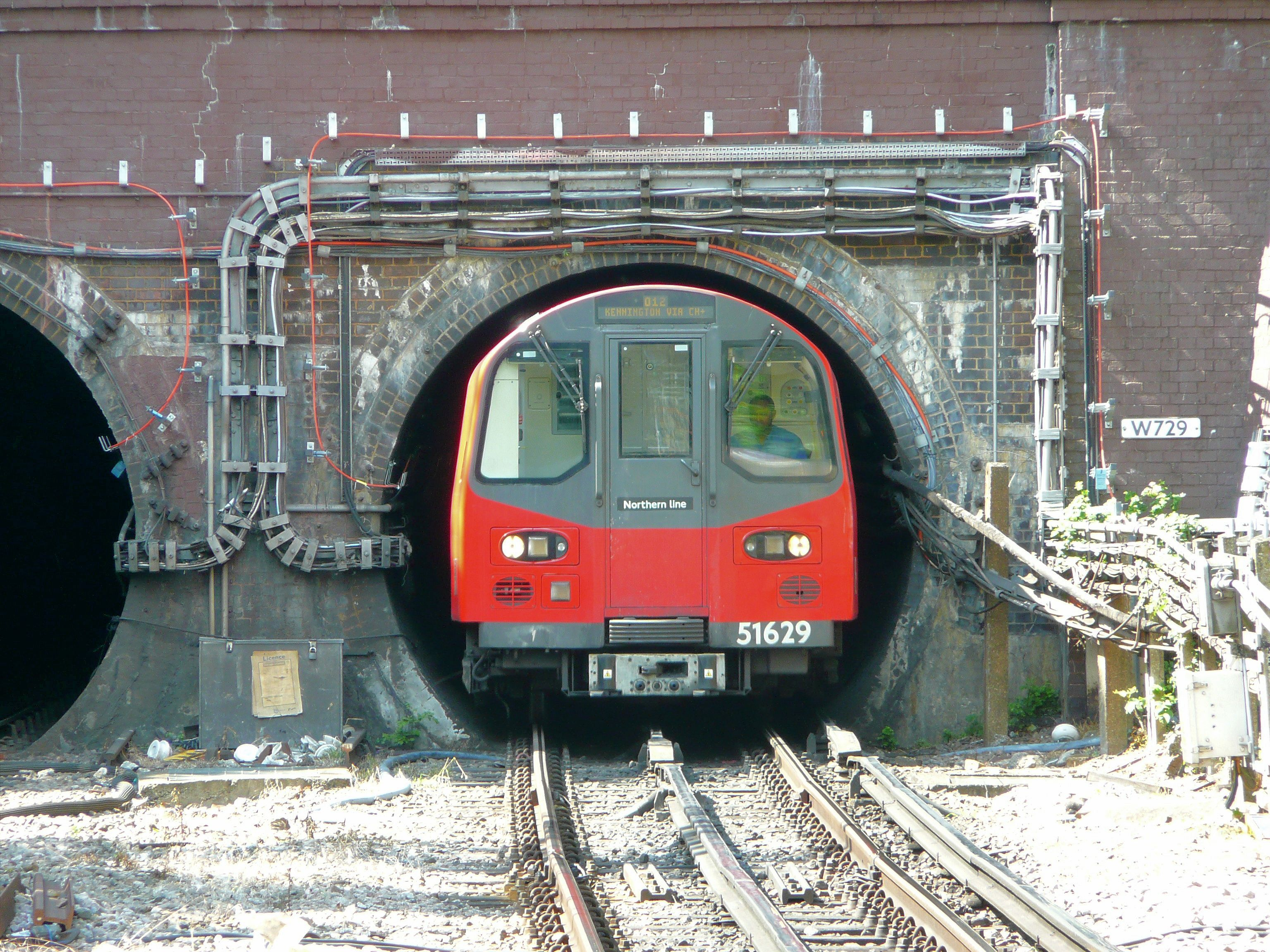
Numele de "tube" ("tub") provine de la forma tunelurilor

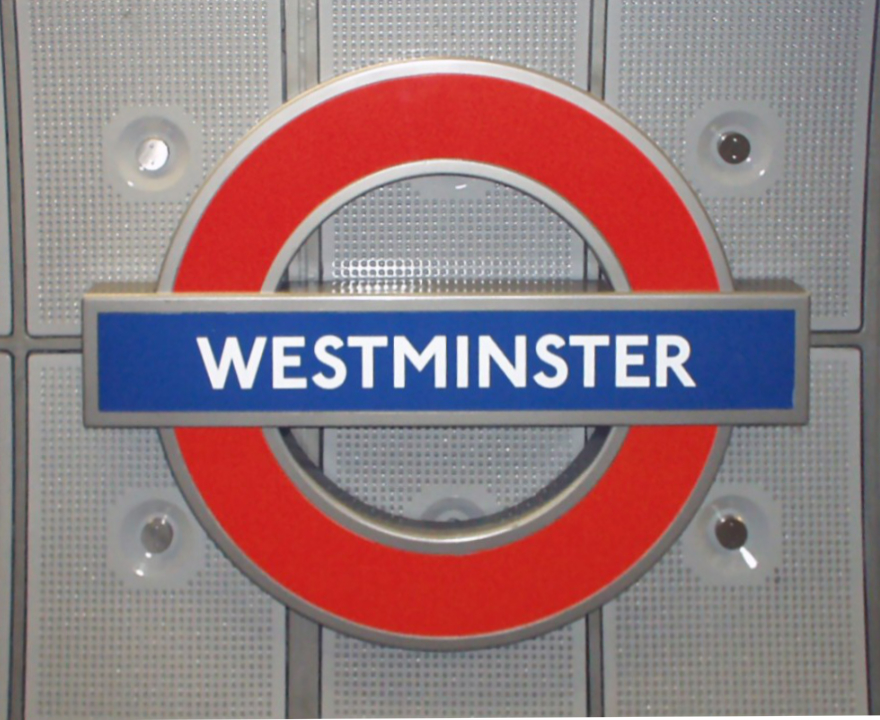
Rondelul roşu, simbolul Metroului londonez; în imagine un panou indicând numele staţiei Westminster.

Metroul din Londra (London Underground) este cea mai veche rețea de metrou din lume și în același timp o componentă cheie a sistemului de transport în comun în Londra. Este numit în mod familiar și the Tube. Pe lângă funcția sa practică, Metroul londonez este și un monument istoric și o atracție turistică de sine stătătoare.
În anul 2000, era folosit de 3 milioane de persoane zilnic.

## Istoric
Istoria metroului londonez începe cu Metropolitan Railway, prima cale ferată subterană pentru transport de pasageri din lume. Metropolitan Railway a început să funcționeze la 10 ianuarie 1863 între stațiile Paddington și Farringdon. Linia s-a extins treptat, ajungând ca în 1880 să transporte peste 40 de milioane de călători anual. Metropolitan Railway a evoluat în ceea ce azi este cunoscută drept Metropolitan line.
Imediat după inaugurarea Metropolitan Railway s-a trecut la construcția altor linii, care azi formează District Line și Hammersmith & City Line. În 1884 s-a încheiat și construcția "cercului" care ocolește zona centrală a Londrei, astăzi Circle Line.
Tunelele acestei linii au fost construite prin săparea de șanțuri la suprafață și acoperirea acestora; ca urmare se află la mică adâncime. Datorită avansului tehnic, în anii 1880 s-a putut trece la săparea tunelelor de adâncime mare, așa numitele "tuburi". Prima asemenea linie, City & South London railway, s-a deschis în 1890. Astăzi, aceasta este parte din Northern Line. Au mai urmat și alte linii în anii următori.
Fiecare linie era operată de o companie diferită, ceea ce producea destule neplăceri, pasagerii fiind nevoiți să iasă la suprafață pentru a schimba o linie cu alta. Magnatul american Charles Yerkes a cumpărat majoritatea acestor companii, consolidându-le într-una singură numită Underground Electric Railways of London Company Ltd. (UERL), pe 9 aprilie 1902.
În 1933 a apărut corporația publică London Passenger Transport Board, sub tutela căreia au fost plasate companiile operatoare de trenuri de metrou.
În timpul celui de-al doilea război mondial, stațiile de metrou au servit ca buncăre în timpul raidurilor aeriene, sau chiar ca fabrici de muniții.
După război, numărul călătorilor a crescut constant, ajungându-se la dese perioade de congestie. S-au construit noi linii de adâncime, Victoria Line (prima linie automată în anii 1960) și Jubilee Line în anii 70, extinsă în 1999 (până în 1999 tenurile se opreau la Charing Cross). De asemenea, linia Piccadilly a fost extinsă până la aeroportul Heathrow în 1977.
Din anul 2000, Metroul londonez este în proprietatea și administrarea companiei publice de transport a Londrei mari, Transport for London (TfL). Liniile de metrou au fost parțial privatizate în 2003, printr-un parteneriat public-privat între TfL și două consorții de firme, Metronet respectiv Tube Lines. Parteneriatul are ca scop principal renovarea totală a șinelor, a instalațiilor de semnalizare, a stațiilor și a ramelor de tren de pe toate cele 12 linii de metrou. Investiția este enormă (de ordinul zecilor de miliarde de lire sterline), iar renovarea se preconizează să se încheie în anii 2020.

## Informații practice

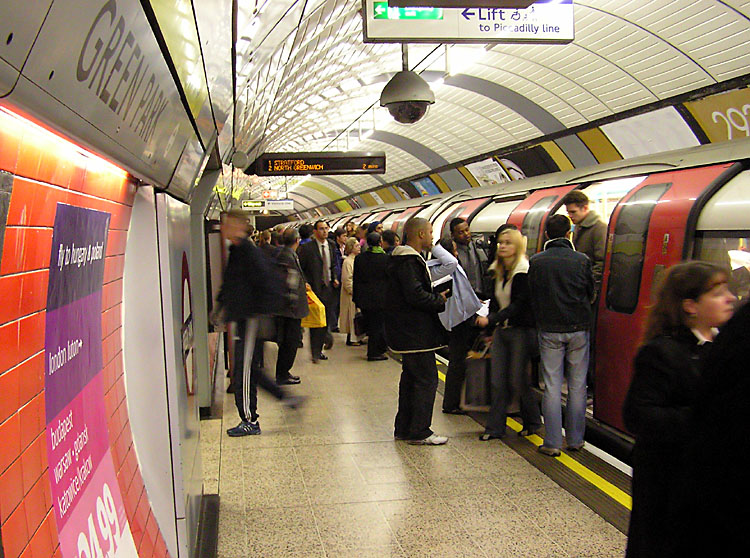
Metroul în staţia Green Park.

### Rețeaua
Metroul din Londra deservește un număr de 12 linii. Acestea se pot clasifica în două tipuri: superficiale și de adâncime. Liniile superficiale se află la aproximativ 5 m sub pământ și au fost construite prin săpare și acoperire. Ecartamentul acestor linii este cel normal. Liniile de adâncime sunt executate în tunele circulare, și se află la adâncimi de 20 până la 50 m. Diametrul tunelelor este mic, de doar 3,6 m în unele cazuri, de aceea și ecartamentul șinelor este mai mic decât cel standard.
Metroul rulează în subteran în zona centrală a Londrei și iese la suprafață în suburbii, cu excepția liniilor Victoria și Waterloo & City, care sunt subterane pe toată lungimea lor.
Marea majoritate a rețelei de metrou se găsește la nord de Tamisa, întrucât terenul accidentat nu a permis dezvoltarea rețelei feroviare clasice (de suprafață) în acea zonă. Prin comparație, sudul Londrei este foarte bine deservit de curse feroviare suburbane.
Hărți ale rețelei de metrou pot fi găsite pe site-ul Transport for London (TfL).
Următorul tabel descrie fiecare linie, indicând și culoarea cu care este reprezentată pe harta metroului.
| Numele liniei | Culoare pe hartă | Inaugurată | Tip          | Lungime |
| --- | ---------------- | ---------- | ------------ | ------- |
| Bakerloo | Maro             | 1906       | de adâncime  | 23 km   |
| Central | Roșu             | 1900       | de adâncime  | 74 km   |
| Circle1 | Galben           | 1884       | de suprafață | 22 km   |
| District2 | Verde            | 1868       | de suprafață | 64 km   |
| Hammersmith & City4 | Roz              | 1864       | de suprafață | 14 km   |
| Jubilee | Gri              | 1979       | de adâncime  | 36 km   |
| Metropolitan | Violet           | 1863       | de suprafață | 67 km   |
| Northern5 | Negru            | 1890       | de adâncime  | 58 km   |
| Piccadilly | Albastru închis  | 1906       | de adâncime  | 71 km   |
| Victoria | Bleu             | 1969       | de adâncime  | 21 km   |
| Waterloo & City6 | Albastru-verzui  | 1898       | de adâncime  | 2 km    |
| 1. Circle line a devenit cunoscută sub acest nume în 1949. A fost creată folosind traseul liniilor District și Metropolitan. 2. Numită la început „Metropolitan District Railway” 3. Inițial parte a Metropolitan line, a devenit cunoscută ca Hammersmith & City line în 1990. 4. Linia cu cel mai dens trafic 5. A intrat în componența London Underground în 1994. |                  |            |              |         |